# Alepocephalus owstoni
Alepocephalus owstoni е вид лъчеперка от семейство Alepocephalidae. Видът е незастрашен от изчезване.

## Разпространение и местообитание
Разпространен е в Япония (Кюшу, Рюкю, Хоншу и Шикоку).
Среща се на дълбочина от 600 до 1060 m, при температура на водата около 4,2 °C и соленост 34,4 ‰.

## Описание
На дължина достигат до 40 cm.